# Odilón Mireles
Odilón Mireles ist ein ehemaliger mexikanischer Fußballtrainer, der in den 1970er Jahren verschiedene mexikanische Fußballvereine trainierte. 

## Laufbahn
In der Saison 1973/74 trainierte Mireles den Club Universidad de Guadalajara, mit dem er die Finalspiele um die Zweitliga-Meisterschaft erreichte, die gegen die UANL Tigres (0:3 und 2:0) verloren wurden. Dennoch spielte die von ihm trainierte Mannschaft in der folgenden Saison durch den Lizenzerwerb des CF Torreón in der höchsten mexikanischen Spielklasse, wenngleich Mireles sie dort nicht mehr betreut haben dürfte. Zumindest war er für einen Teil der Saison 1974/75 beim in der zweiten Liga spielen CD Irapuato tätig, der am Saisonende ebenfalls die Finalspiele erreichte, aber gegen die UAG Tecos unterlag. Es ist nicht bekannt, ob Mireles zu diesem Zeitpunkt noch für die Freseros de Irapuato verantwortlich war. 
In der ersten Hälfte der Saison 1977/78 trainierte er den Erstligisten Atlas Guadalajara und wurde wegen Erfolglosigkeit vorzeitig abgelöst, doch der (bisher letztmalige) Abstieg des Traditionsvereins konnte auch von seinen Nachfolgern nicht mehr abgewendet werden. 
In der Saison 1978/79 wurde Mireles als insgesamt fünfter Trainer dieser Spielzeit kurz vor Saisonende von den abstiegsgefährdeten Tiburones Rojos Veracruz verpflichtet, konnte den Abstieg jedoch nicht verhindern.
In der Saison 1979/80 war er einer von vier Trainern der UANL Tigres.